# Bromeliòidies
Bromelioideae és una de les tres subfamílies de bromeliàcies (Bromeliaceae). Les altres dues subfamílies són Pitcairnioideae i Tillandsioideae. Aquesta subfamília és la més diversa, representada pel nombre més gran de gèneres, 32, però té el menor nombre d'espècies, 861. La majoria de les plantes en aquest grup són epífites, encara que algunes han evolucionat o s'han adaptat a condicions terrestres. Aquesta subfamília conté la majoria de plantes que són generalment cultivades pel disseny de jardineria, incloent-hi la pinya.

## Descripció
El fullatge de la majoria de bromeliòidies creix per formar una roseta on l'aigua és recollida i emmagatzemada. Les seves fulles són normalment espinoses i les seves flors produeixen baies. Aquestes plantes tenen un ovari inferior.

## Gèneres
Els 32 gèneres són:
| - Acanthostachys (2 espècies) - Aechmea (255 espècies) - Ananas (7 espècies) - Androlepis (1 espècie) - Araeococcus (9 espècies) - Billbergia (64 espècies) - Bromelia (56 espècies) - Canistropsis (11 espècies) - Canistrum (13 espècies) - Cryptanthus (66 espècies) - Deinacanthon (1 espècie) - Disteganthus (2 espècies) - Edmundoa (3 espècies) - Eduandrea (1 espècie) - Fascicularia (1 espècie) - Fernseea (2 espècies) | - Greigia (33 espècies) - Hohenbergia (56 espècies) - Hohenbergiopsis (1 espècie) - Lymania (9 espècies) - Neoglaziovia (3 espècies) - Neoregelia (112 espècies) - Nidularium (45 espècies) - Ochagavia (4 espècies) - Orthophytum (53 espècies) - Portea (9 espècies) - Pseudaechmea (1 espècie) - Pseudananas (1 espècie) - Quesnelia (20 espècies) - Ronnbergia (14 espècies) - Ursulaea (2 espècies) - Wittrockia (6 espècies) |

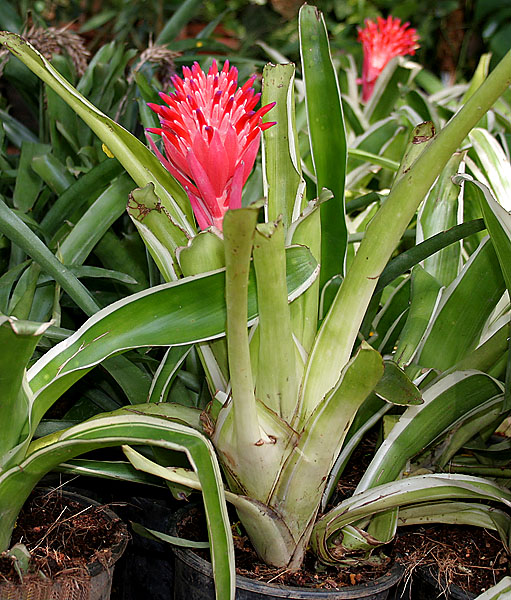
Billbergia pyramidalis
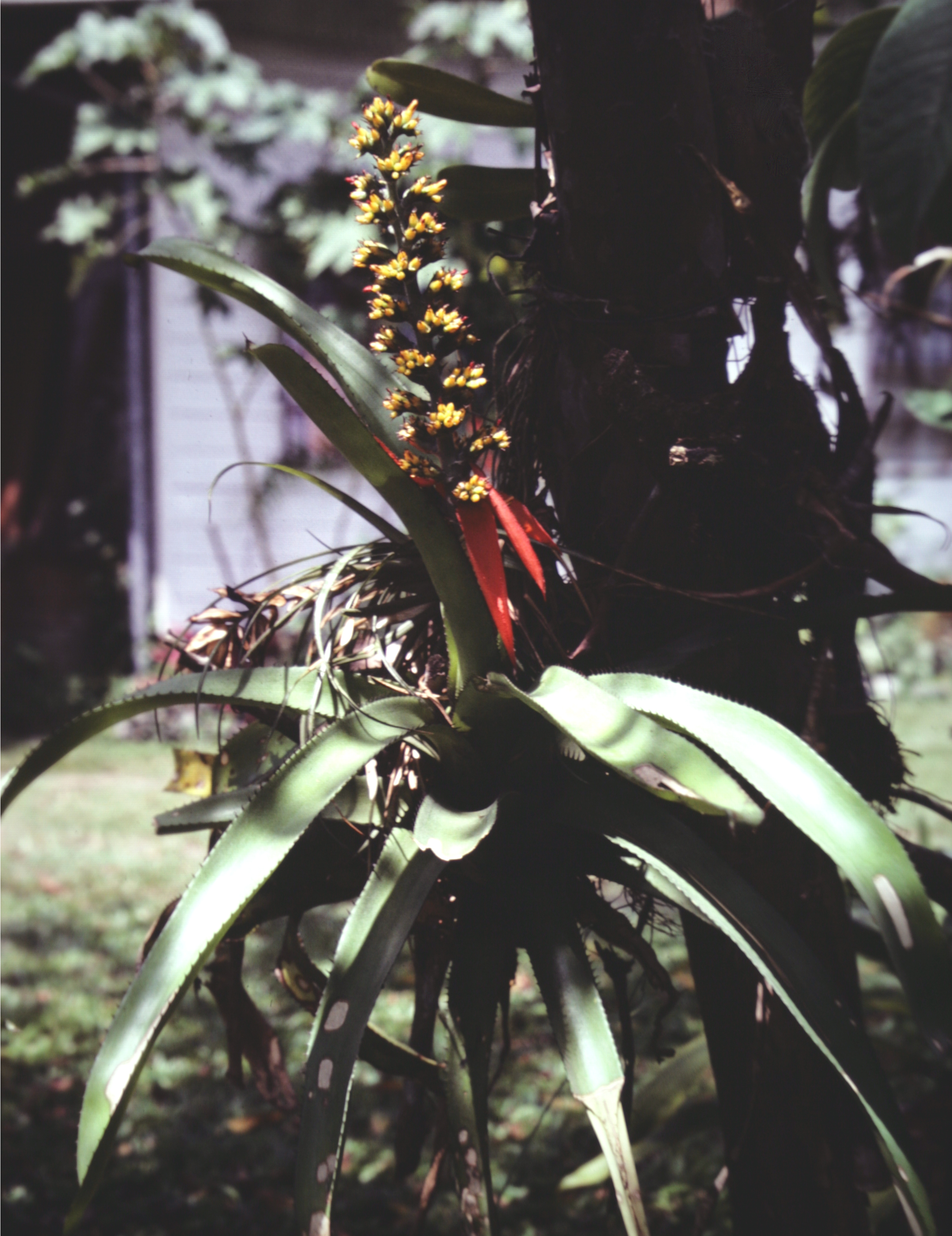
Aechmea mertensii
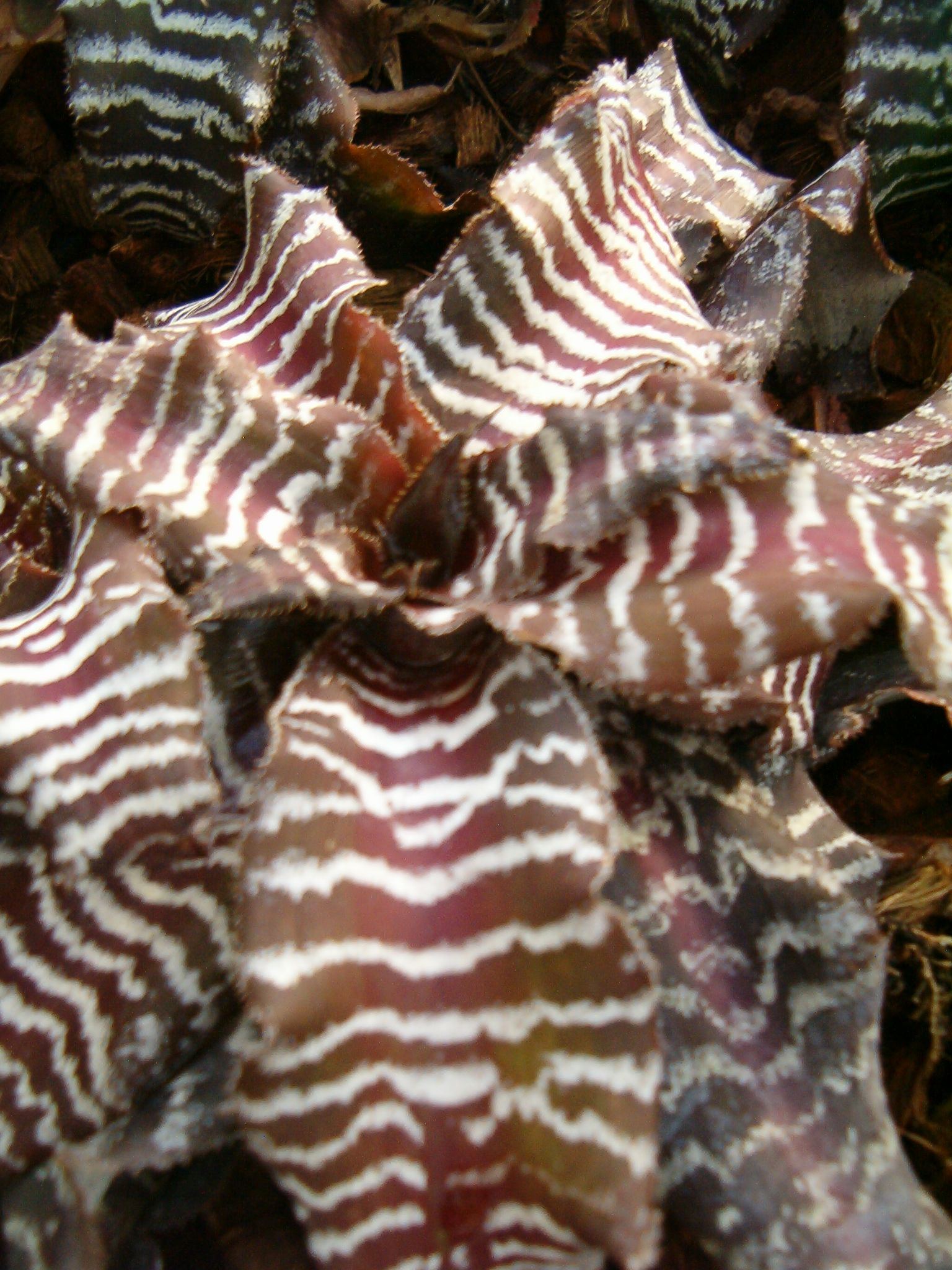
Cryptanthus zonatus
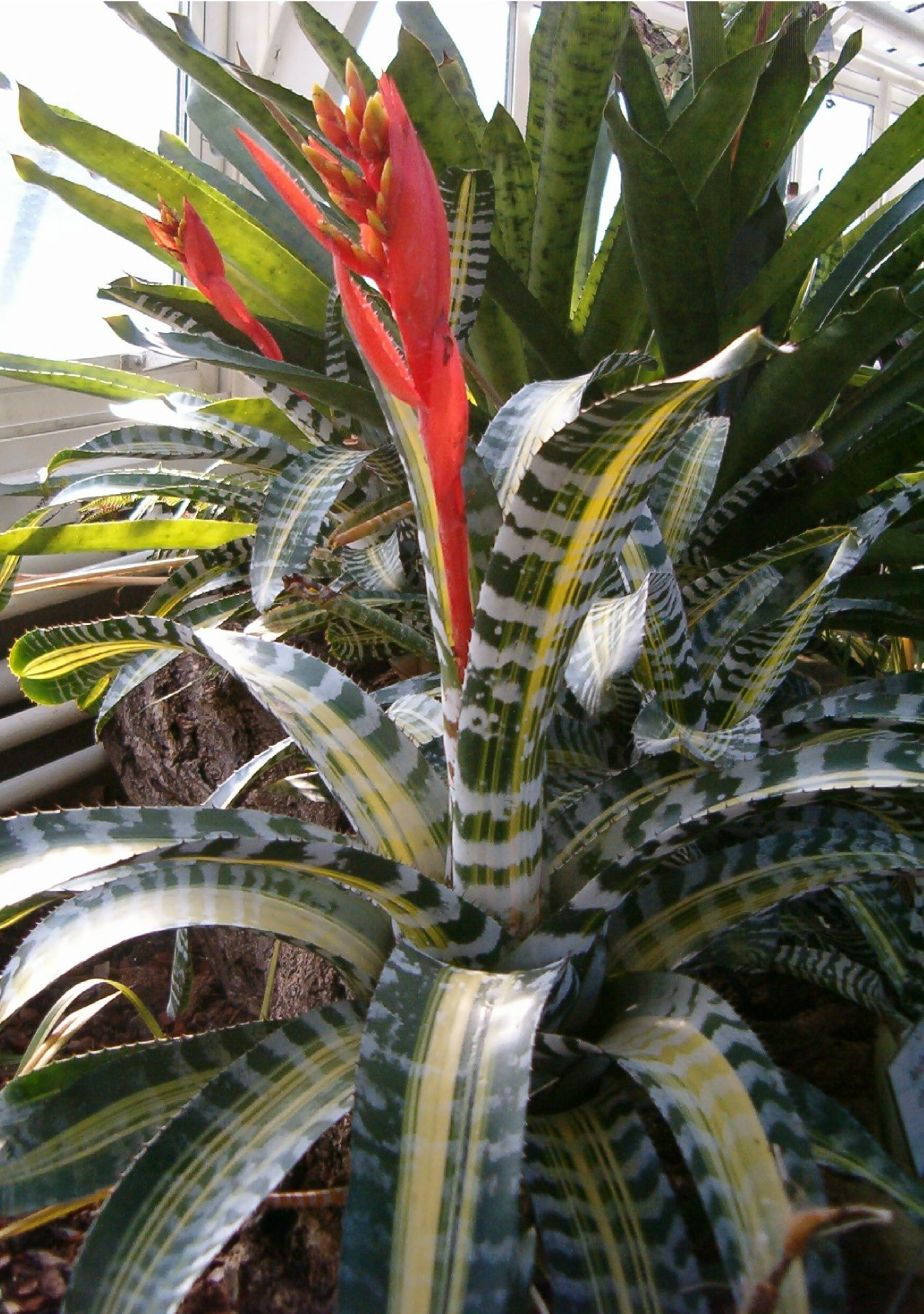
Aechmea chantinii